# 小笠原長義
小笠原 長義（おがさわら ながよし）は、南北朝時代から室町時代にかけての武士。石見国邑智郡河本郷（現在の島根県邑智郡川本町）の温湯城を本拠とする国人・石見小笠原氏の第5代当主。

## 生涯
石見小笠原氏第4代当主の小笠原長氏の子として生まれる。弘和3年/永徳3年（1383年）8月1日に父・長氏が死去し、その後を継いだ。
元中7年/明徳3年（1390年）4月10日、石見国守護の大内義弘より石見国邇摩郡の河合郷と吉永郷の地頭職を安堵される。
応永元年（1394年）、石見国邑智郡の谷市郷と弓市郷を領有する。同年に弓ヶ峯八幡宮の社殿を造営し、伊予の三島大明神を川下村に勧請した（現在の川本町三嶋神社）。応永3年（1396年）5月3日、三原郷八幡宮（後の武明八幡宮）に寄進する。
この頃、次男・長助に邑智郡都賀西を、三男・長吉に邑智郡長谷を、四男・長辰に邇摩郡上村をそれぞれ分封し、近隣の中小領主を家臣団に組み込んでいきながら、石見小笠原氏の地位を確立していった。
応永10年（1403年）10月25日に死去。嫡男の長教が後を継いだ。